# Roe (motorfiets)
Roe is de naam van een aantal prototypes van een aantal scooters en feet forward bikes die werden ontwikkeld door de oprichter van vliegtuigbouwer Avro, Alliot Verdon-Roe.
Al in 1912 kreeg Verdon-Roe patent op de indirecte besturing van tweewielers (waarschijnlijk een vorm van naafbesturing).

## Avro Mobile
Zijn eerste tweewieler, met een volledige carrosserie en daarom ook voorzien van zijwieltjes, bouwde hij in 1922. Hij noemde de machine "Avro Mobile". Ze werd aangedreven door een 350cc Barr & Stroud-zijklepmotor en was in Roe's vliegtuigfabriek gebouwd. De latere Avro Mobile MkII had een open carrosserie en een slankere, lagere neus.

## Roe Monocar, later SARO Runabout
Een versie uit 1927 noemde hij "Roe Monocar". Deze was gebouwd bij Burlesdon Engineering in Southampton. Deze machine had een 343cc Villiers-tweetaktmotor.
In 1929 had Roe zijn aandelen in de A.V. Roe Aircraft Co. (Avro) verkocht en de scheepswerf S.E. Saunders Co. overgenomen. Dit bedrijf heette vanaf dat moment Saunders Roe. Zij tweewieler noemde hij toen ook "SARO Runabout", naar "SAunders ROe". Bij een interview in 1956 vertelde Roe dat hij met de Runabout 60.000 km had gereden.

## AVLE Bicar
In 1957 kwam er een derde exemplaar, uitgerust met de 192cc-motor van de Velocette LE. Daarom noemde hij deze machine AVLE Bicar (A.V. Roe en LE). Hij gebruikte voor dit model ook veel Lambretta-onderdelen. Dit model had een kleine kofferbak, een hoge neus en een soort glazen "afdakje".
Alle machines van Roe werden op kenteken gezet: De Avro Mobile had kenteken HO-9530 (ook de MkII, die dus gewoon omgebouwd was). De Roe Monocar (later SARO Runabout) had kenteken OT 3664, de AVLE Bicar had 536 POD.